# Isola Krylataja
L'isola Krylataja  (in russo коса Крылатая, kosa Krylataja) è un'isoletta russa che fa parte dell'arcipelago di Severnaja Zemlja ed è bagnata dal mare di Laptev. L'isola è in realtà solo una lingua di terra (in russo kosa)
e il suo nome in italiano significa "alata" (Krylataja). Amministrativamente fa parte del Tajmyrskij rajon del Territorio di Krasnojarsk, nel Circondario federale della Siberia.

## Geografia
L'isola fa parte del gruppo delle isole Majskie (le isole di Maggio) che si trovano nella parte sud-orientale dell'arcipelago, a nord dell'isola Starokadomskij. Krylataja è la più orientale del gruppo, dista 2 km da Starokadomskij; è una lingua di terra di circa 3 km, disposta in direzione nord-sud. Nella parte sud-occidentale inizia un banco di sabbia che collega due isole senza nome e l'isola Vesennij.